# Jüdischer Friedhof (Memmelsdorf in Unterfranken)

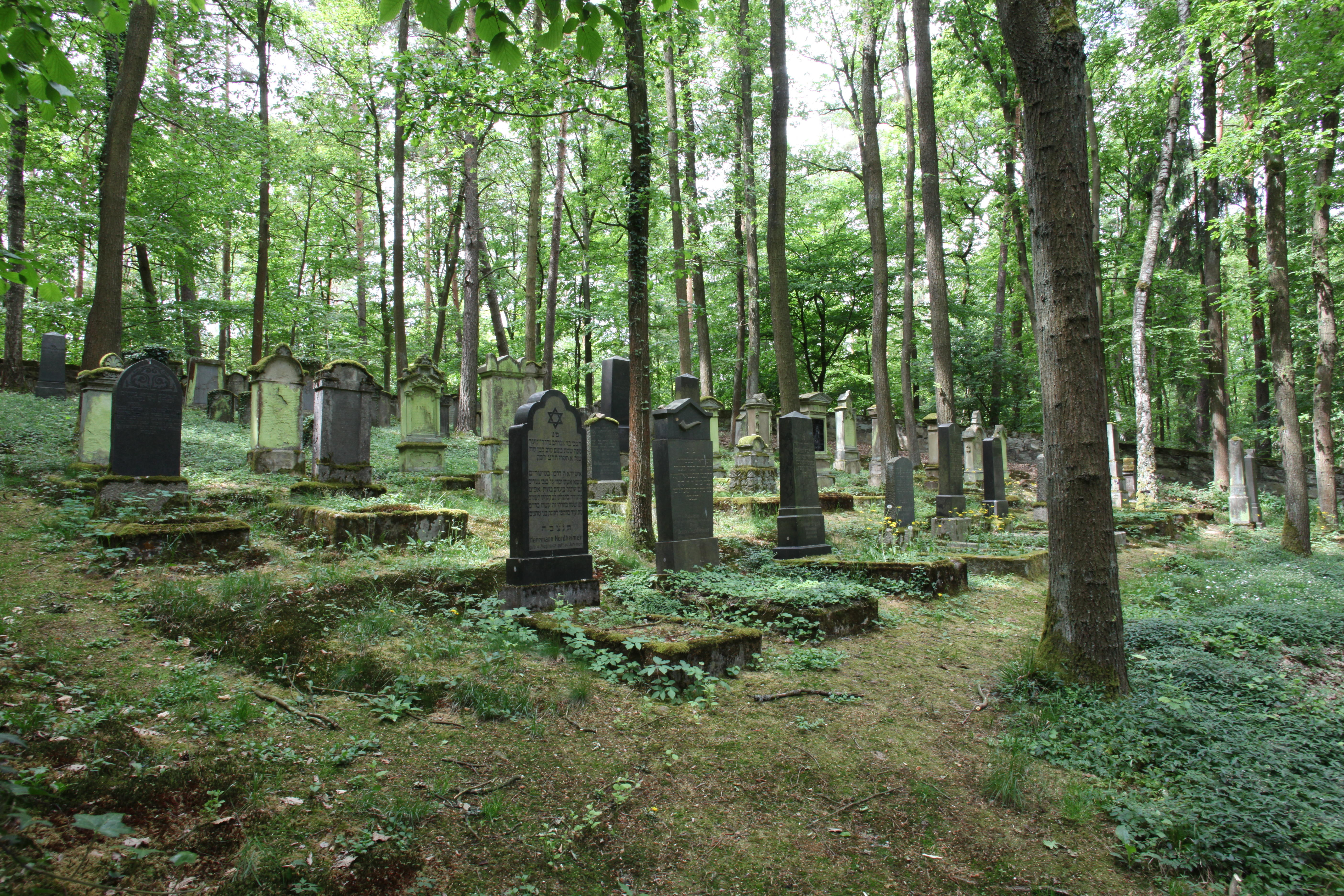
Jüdischer Friedhof Memmelsdorf

Der jüdische Friedhof von Memmelsdorf in Unterfranken, einem Gemeindeteil der Gemeinde Untermerzbach, liegt nördlich des Ortes und hat eine Fläche von 33,40 Ar. Heute sind noch etwa hundert Grabsteine (Mazewot) vorhanden.
Ein weiterer Untermerzbacher Judenfriedhof ist der jüdische Friedhof in Untermerzbach.

## Geschichte
Im Jahr 1813 war mit 240 Personen die Hälfte der Memmelsdorfer Bevölkerung jüdischen Glaubens, da Ende des 17. Jahrhunderts Junker Sylvester von Buttlar Häuser für Juden hatte bauen lassen.
Bis zur Einweihung des Friedhofs von Memmelsdorf im Jahr 1835 wurden die verstorbenen Juden des Ortes auf dem jüdischen Friedhof in Ebern beigesetzt. Die erste Bestattung auf dem Memmelsdorfer Friedhof fand am 8. Juli 1835, die letzte im November 1937 statt. Männer und Frauen sind in getrennten Reihen in etwa 113 Einzelgräbern bestattet.
In den 1950er Jahren wurde der Friedhof instand gesetzt. Dabei wurde durch eine Verschiebung der Friedhofsmauer um 50 Meter das Areal verkleinert.
Im Jahre 1926 wurde der Friedhof von Einheimischen geschändet. Eine weitere Schändung geschah im Jahr 1999, als drei Grabsteine umgestoßen und die Inschrifttafel eines vierten Grabsteines zerstört wurde. Die Täter konnten nicht ermittelt werden.